# Casa de Correos y Telégrafos de Vigo
La Casa de Correos es un edificio histórico situado en la plaza de Compostela, esquina con calle Reconquista, 2, en Vigo (Galicia, España). Desde su construcción ha sido sede principal de la compañía estatal de correos y telégrafos.

## Historia
La Casa de Correos era una vieja aspiración de la boyante ciudad de Vigo en el cambio del siglo XIX al XX. En 1920 el concurso para su construcción fue ganado por el arquitecto Manuel Gómez Román, autor de otros edificios notables de la ciudad como el Edificio Simeón, el Edificio Mülder o el Edificio Banco de Vigo. Las obras no terminaron hasta 1929, y no pudo ser empleado hasta 1931, cuando se abre la calle Reconquista. Construido sobre los restos de una vieja aduana de piedra del siglo XVIII, abandonada ya en ese momento, la obra fue ejecutada por el contratista Vicente Calderón.

## Construcción y estilo
Abandonando el estilo modernista que caracterizó su primera etapa, Gómez Román construye un edificio muy marcado por el estilo clasicista de Antonio Palacios. De corte clasicista, el chaflán de la entrada actúa como elemento referencial y como principal acceso al edificio, con un enorme arco de medio punto. La composición a ambos lados del chaflán es simétrica, con un gran zócalo de base, con grandes pilastras sobre el mismo que enmarcan grandes vanos verticales, y un último piso que actúa a modo de entablamento, con ventanas más pequeñas, cornisa y óculo en el ático. Destaca además el recrecido neobarroco con orejeras del último piso, justo encima del chaflán, que ilustra además el recorrido que en ese momento Manuel Gómez Román estaba realizando hacia el estilo regionalista, del que será un consumado ejemplo. Decorativamente es austero, con un apiconado fino en el zócalo, y los símbolos propios de correos encima de la puerta principal.

## Galería de imágenes

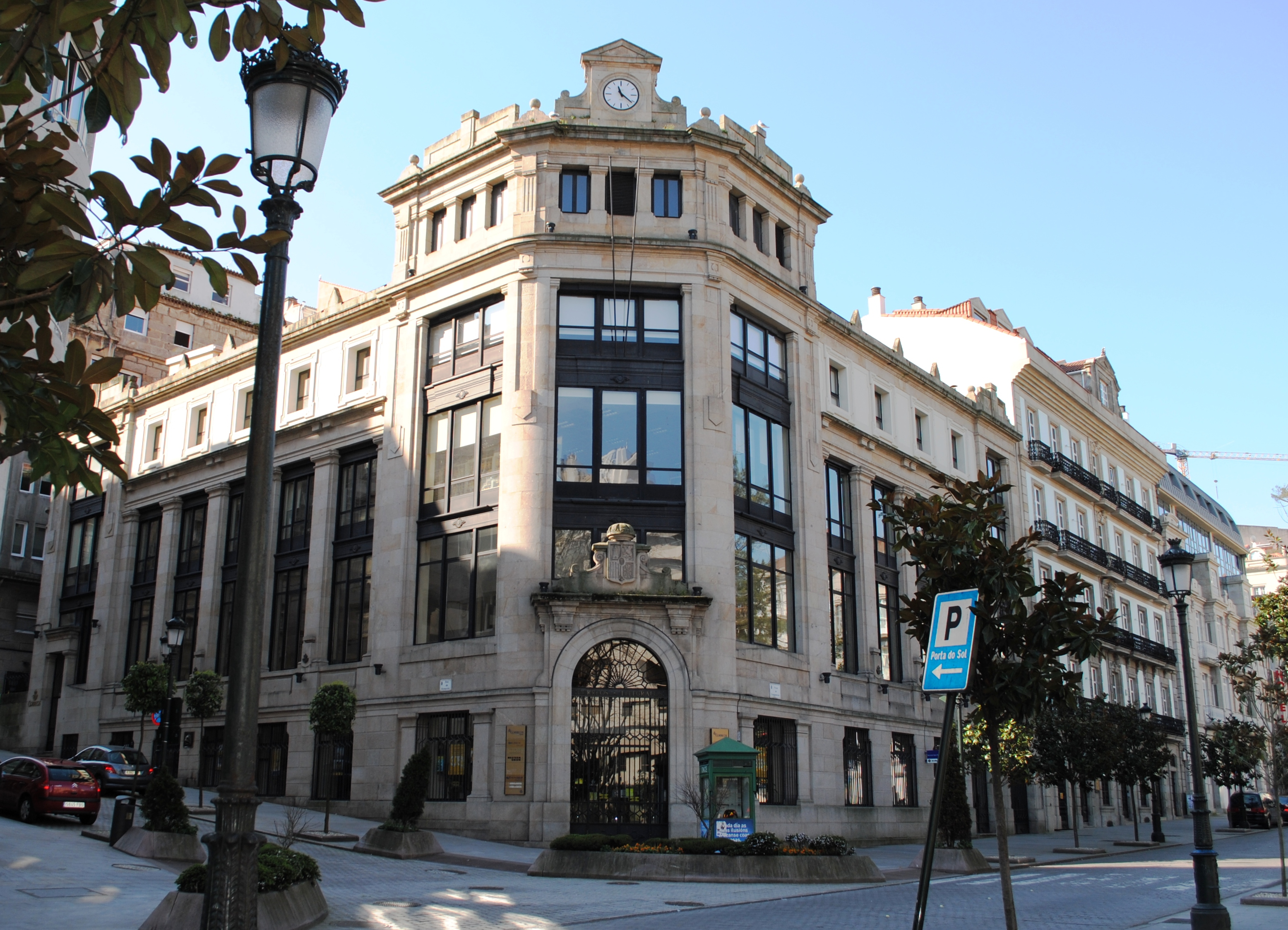
Vista del edificio desde los jardines de la alameda.
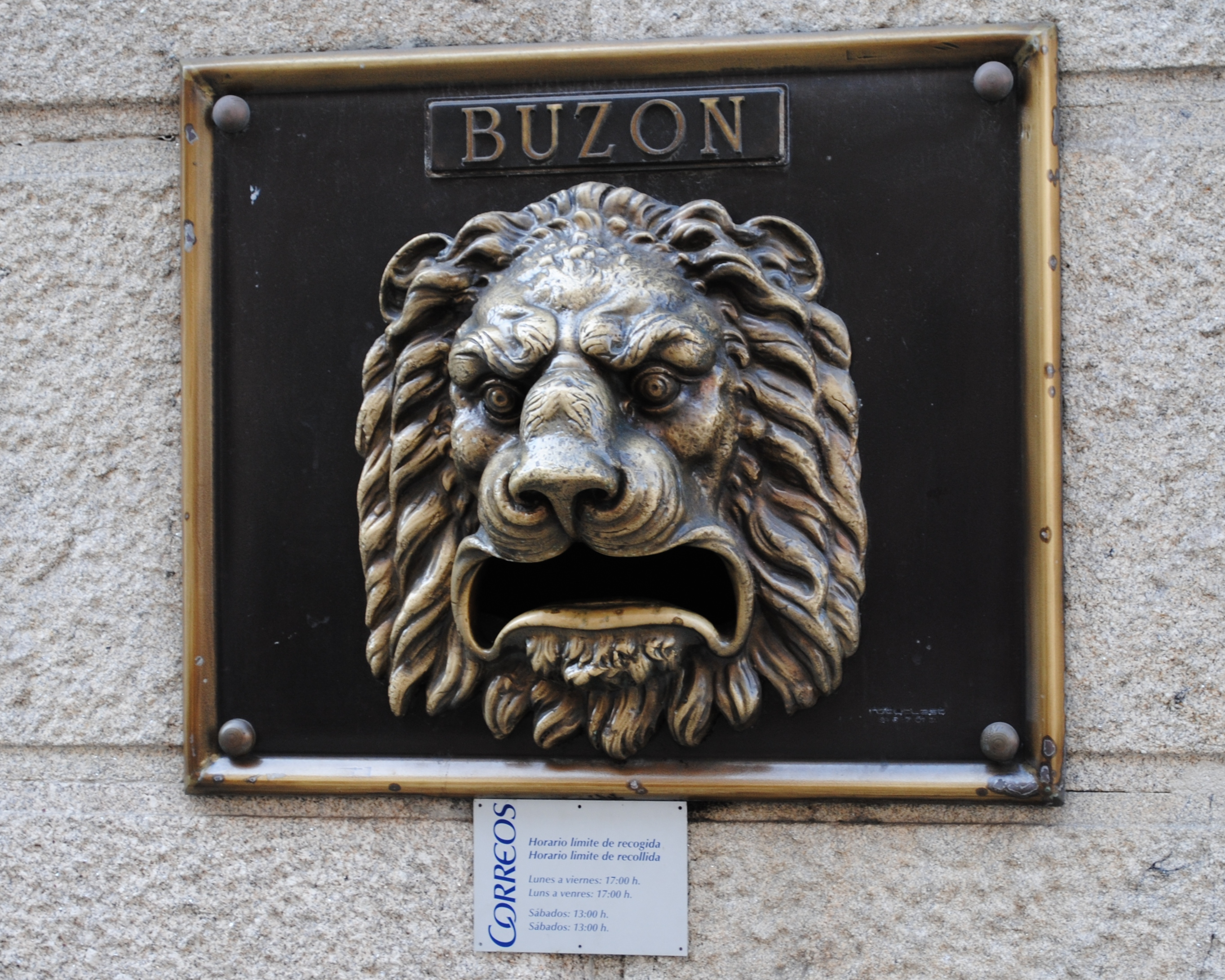
Caja del correo del edificio con forma de león.